# 1991 au théâtre
| Années du théâtre : 1988 - 1989 - 1990 - 1991 - 1992 - 1993 - 1994    |
| Décennies du théâtre : 1960 - 1970 - 1980 - 1990 - 2000 - 2010 - 2020 |

Cet article présente les faits marquants de l'année 1991 au théâtre.

## Événements
- Création de la compagnie Teatro da Vertigem (Théâtre du Vertige) au Brésil.

## Pièces de théâtre représentées
- 16 janvier : Richard II de William Shakespeare, mise en scène Éric Sadin, Théâtre de l'Athénée-Louis-Jouvet.
- 12 mars : Phèdre de Marina Tsvetaïeva, mise en scène Sophie Loucachevsky, Théâtre de l'Athénée-Louis-Jouvet.
- 13 avril : Indices terrestres de Marina Tsvetaïeva, mise en scène Éric Didry, Théâtre de l'Athénée-Louis-Jouvet.
- mai : Angels in America de Tony Kushner, Eureka Theatre Company de San Francisco.
- 9 novembre : The Girl Who Saw Everything d'Alma De Groen, première au Russell Street Theatre de Melbourne, Victoria.
- 5 décembre : Roberto Zucco de Bernard-Marie Koltès, mise en scène Bruno Boëglin, TNP Villeurbanne.

## Festival d'Avignon

### Cour d'honneur duPalais des Papes
- x

## Récompenses
- 5e Nuit des Molières (Molières 1991)
- Prix Arletty : 
  - Prix de l'interprétation théâtrale : Christine Murillo pour La Mouette
  - Prix de l'œuvre dramatique : Catherine Anne pour Une année sans été
  - Prix de la participation au rayonnement du théâtre : Danielle Dumas, directrice de L'Avant-scène théâtre

## Décès
- 20 janvier : Louis Seigner (°1903)
- 30 mars : Silvia Monfort (°1923)
- 23 mai : René Lefèvre (°1898)
- 1er juin : Yvonne Gaudeau (°1921)
- 12 juin : Alfred Pasquali (°1898)
- 8 juillet : Suzy Prim (°1895)
- 20 juillet : Rellys (°1905)
- 22 juillet : Pēteris Lūcis, acteur et metteur en scène letton (°1907)
- 17 août : Raymond Jourdan, comédien français (°1930)
- 25 septembre : Viviane Romance (°1912)
- 17 octobre : Claude Lochy
- 9 novembre : Yves Montand (°1921)
- 10 novembre : Paul Colline (°1895)
- 26 novembre : François Billetdoux (°1927)
- 11 décembre : Jean Rigaux (°1909)
- 13 décembre : André Pieyre de Mandiargues (°1909)
- 22 décembre : Raymond Cousse (°1942)
- 25 décembre : Orane Demazis (°1894)